# Miecislao II el Gordo
Miecislao II el Gordo (en polaco: Mieszko II Otyły) (aprox. 1220 - 22 de octubre de 1246) fue el duque de Opole-Racibórz desde 1230 hasta su muerte, y duque de Kalisz-Wieluń durante 1234-1239 (con su hermano como cogobernante).
Fue el hijo mayor del duque Casimiro I de Opole con su esposa Viola, probablemente una dama búlgara.